# Musaranya del Camerun
La musaranya del Camerun (Sylvisorex camerunensis) és una espècie de mamífer de la família de les musaranyes (Soricidae). Viu als boscos montans de l'oest del Camerun, als voltants del Mont Oku i el Llac Manengouba, així com al sud-est de Nigèria, a les muntanyes Gotel i la Meseta Adamawa.